# Lennart Bernadotte

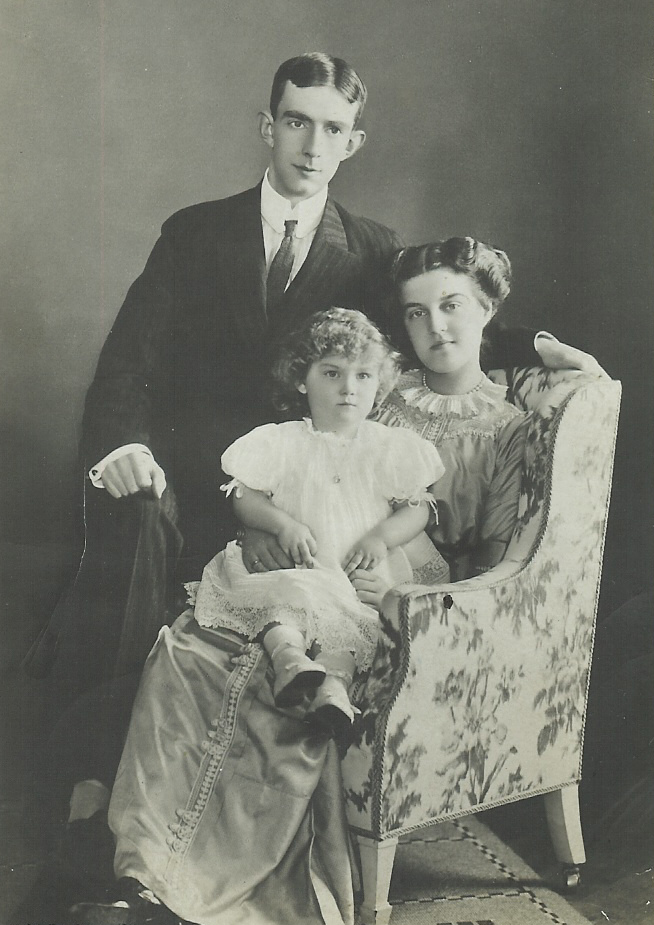
Książę Lennart, jako dziecko, z rodzicami (1911)

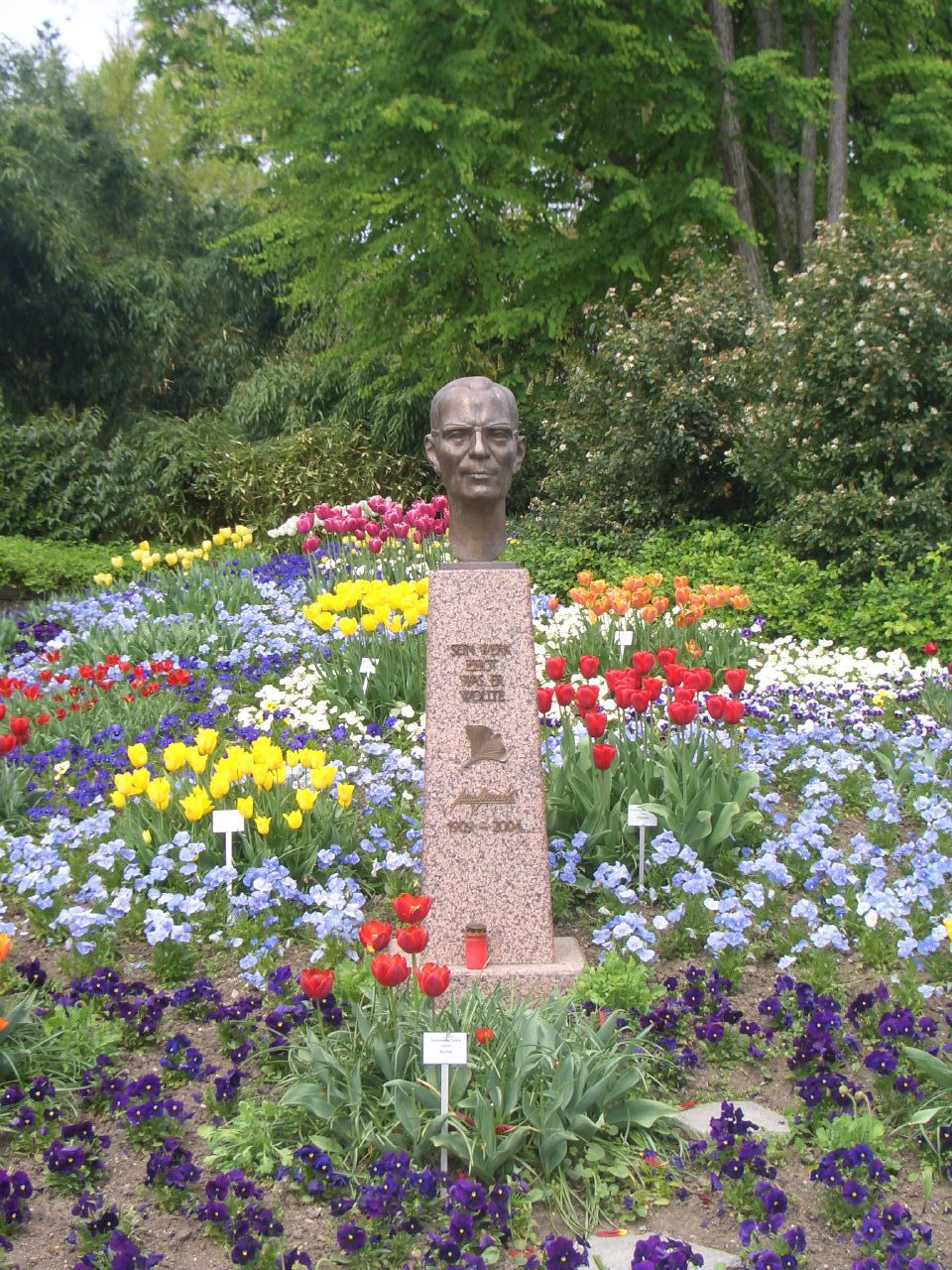
Pomnik Lennarta Bernadotte na wyspie Mainau

Lennart Bernadotte, Gustaf Lennart Nicolaus Paul (ur. 8 maja 1909, zm. 21 grudnia 2004) – do 1932 książę krwi w Szwecji (Sveriges arvfurste), książę Smalandii, hrabia Wisborga.
Był jedynym synem księcia Wilhelma i Marii Pawłownej Romanowej, wielkiej księżnej Rosji, wnukiem Gustawa V, króla Szwecji. 11 marca 1932 bez zgody panującego poślubił Karin Emmę Louise Nissvandt (1911–1991). Zgodnie z Aktem Sukcesyjnym monarchii szwedzkiej utracił prawa do tronu oraz prawo używania tytułu książęcego i noszenia Orderu Serafinów i przyjął nazwisko Lennart Bernadotte. W tym samym roku osiadł na wyspie Mainau na Jeziorze Bodeńskim w pobliżu niemieckiego miasta Konstancji, gdzie od swojego ojca zakupił majątek ziemski z barokowym pałacem. Uczynił z niego atrakcję turystyczną słynną ze znajdujących się tam ogrodów. Lata II wojny światowej spędził w Szwecji, gdzie zrobił karierę jako fotograf i producent filmowy. Od roku 1947 kontynuował rozbudowę ogrodów na wyspie Mainau, a w roku 1952 osiadł tam na stałe. 2 lipca 1951 jego ciotka – wielka księżna Luksemburga Charlotte, nadała mu tytuł hrabiego Wisborg. W tym samym roku Bernadotte zainicjował regularne spotkania laureatów nagrody Nobla odbywające się po dziś dzień w mieście Lindau (Bodensee). W ostatnich latach życia ponownie przybrał tytuł książęcy - bez oficjalnej zgody króla Karola XVI Gustawa.

## Potomstwo
Z pierwszą żoną miał czworo dzieci:
- Birgittę (ur. 1933),
- Marię Lovisę (1935–1988),
- Jana (1941–2021),
- Cecilie (ur. 1944).

Małżeństwo zakończyło się rozwodem w 1972 (Karin Nissvandt zmarła w 1991). Lennart ożenił się ponownie 29 kwietnia 1972 z dużo młodszą Sonją Anitą Marią Haunz (7 maja 1944 – 21 października 2008). Z tego związku doczekał się pięciorga dzieci:
- Bettiny (ur. 1974),
- Björna (ur. 1975),
- Catherine (ur. 1977),
- Christiana Wolfganga (ur. 1979),
- Diany (ur. 1982).

Dzieci Lennarta Bernadotte w konsekwencji jego małżeństwa również nie mają praw do tronu szwedzkiego.

## Odznaczenia i wyróżnienia
- Królewski Order Serafinów, utracony w 1932
- Wielki Krzyż. Królewski Order Gwiazdy Polarnej (zachował go po utracie tytułu księcia Szwecji)
- Królewski Order Wazów, Krzyż Kawalerski
- Bawarski Order Zasługi, komandoria (1968)
- Order Zasługi Republiki Federalnej Niemiec, Wielki Krzyż,
- Wielki Krzyż Orderu Białej Róży (Finlandia),
- honorowe obywatelstwo miast Konstancja i Lindau (Bodensee)
- medal im. Alberta Schweitzera,
- doktoraty honorowe uniwersytetu Hohenheim w Stuttgarcie i uniwersytetu w Uppsali.